# Neurolingvistika
Neurolingvistika je vědní disciplína, která zkoumá vztah jazyka a mozkových procesů či tkání, které jazyk zprostředkovávají. Neurolingvistika se zabývá reprezentací a zpracováním řeči v mozku z vývojového hlediska, dále zkoumá získané i vývojové patologie řeči (afázie, dyslexie, a další) a zabývá se také analogickými mozkovými procesy zprostředkovávajícími komunikaci u jiných živočišných druhů. Kromě klinické afaziologie a poznatků z výzkumu poruch řeči neurolingvistika staví také na poznatcích dalších spřízněných vědních oborů, jako je lingvistika, psycholingvistika nebo neurologie. Významný zdroj informací důležitých pro neurolingvistiku představuje také experimentální výzkum využívající elektrofyziologické a neurozobrazovací metody nebo metody transkraniální stimulace.

## Historie

Brokova oblast, Wernickeova oblast

Neurolingvistika je historicky zakořeněná v 19. století kdy Pierre Paul Broca (1861) přišel s prvním přesvědčivým důkazem, že konkrétní mozkové oblasti se kriticky podílejí na produkci řeči. Při posmrtném zkoumání mozkových tkání pacientů s poruchami produkce řeči způsobenými poškozením mozku Broca objevil léze v oblasti gyrus inferiori frontálního laloku, kterou díky těmto společným jazykovým poruchám pacientů asocioval právě s produkcí řeči. Tato oblast se na počest Brocova objevu začala nazývat Brocova oblast. Zanedlouho na to přišel Carl Wernicke (1874) s objevem dalšího centra podílejícího se na porozumění řeči, které lokalizoval v oblasti gyrus supramarginalis parietálního laloku a horní části laloku temporálního, dnes nazývané jako Wernickeova oblast. Přestože hlubší poznatky z oblasti neurologie a detailní analýza jazykových poruch později vedly k přehodnocení tohoto zjednodušujícího rozdělení na centrum produkce a porozumění, Broca a Wernicke se díky svým objevům stali průkopníky vědeckého zkoumání vztahu jazyka a mozku, kterým se dnes detailně zabývá právě neurolingvistika.

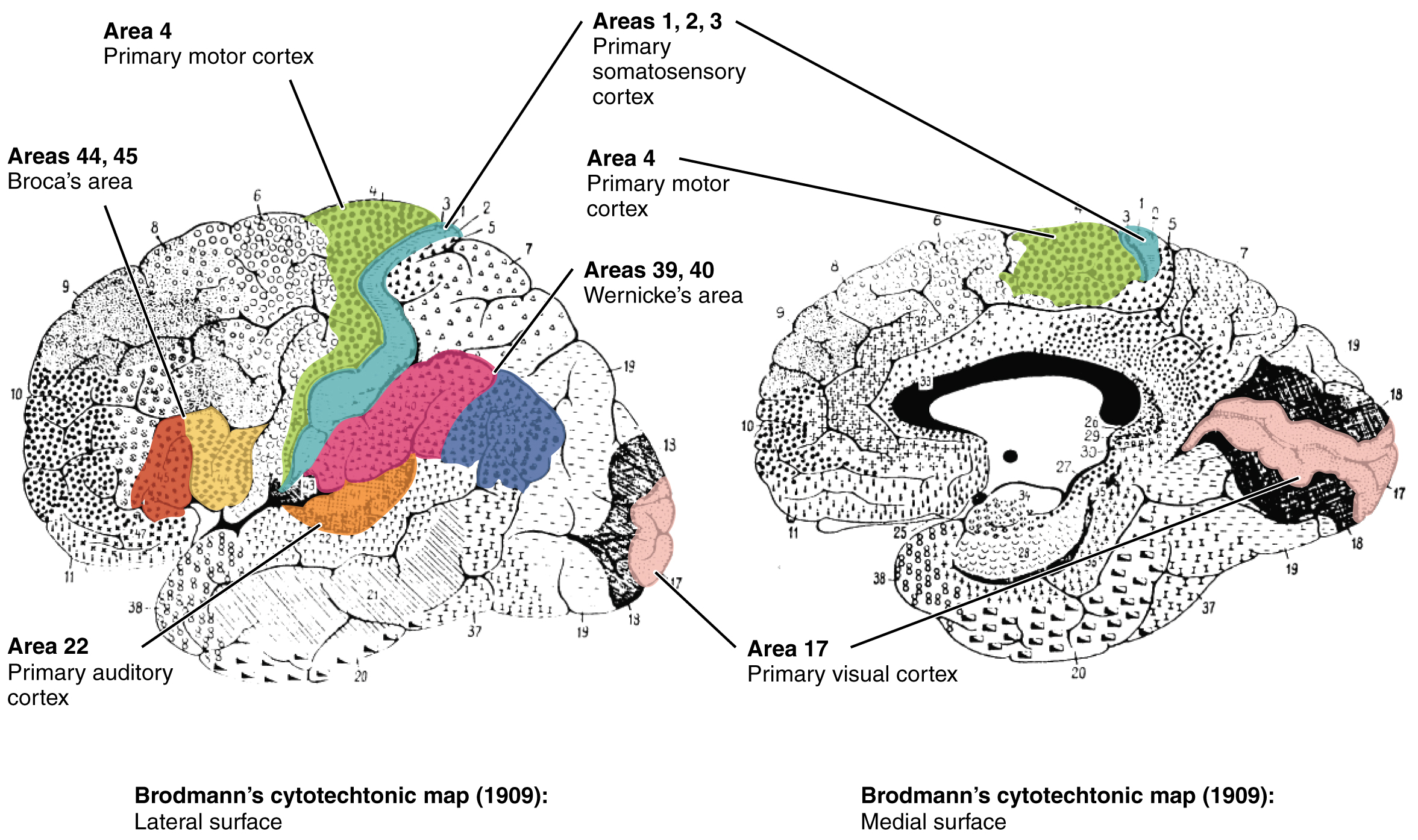
Brodmannovy oblasti

Carl Wernicke a Norman Geschwind později navrhli takzvaný Wernicke-Geschwind model ve kterém navrhují, že jazykové procesy proudí z posteriorní do anteriorní části levé hemisféry. Ve svém modelu navrhují, že zvukový signál je nejprve zpracován auditorním kortexem odkud dále putuje do Werickeovy oblasti, která zprostředkovává sémantické procesy a další složitější procesy jako je plánování. Jednodušší artikulační a motorické procesy spojené s řečovou produkcí zprostředkovává oblast Brockova. Tyto dvě oblasti jsou na základě jejich modelu propojeny spletí tkání nazývanou arcuate fasciculus.
Na počátku 20. století Korbinian Brodmann zmapoval a rozčlenil mozkovou kůru do 52 podoblastí na základě jejich cytoarchitektonické struktury (struktury buněk) a funkcí. Tyto oblasti se dnes nazývají Brodmannovy oblasti a Brodmannovo dělení dodnes slouží jako nejčastěji používaná cytoarchitektonická mapa mozkové kůry.
Samotný termín neurolingvistika byl poprvé použit autory Edith Crowell Trager, Henri Hecaen a Alexandr Luria ve 40. A 50. letech 20. století. Luriova kniha Problems in Neurolinguistics je zřejmě první knihou, která má termín neurolingvistika přímo ve svém titulu. Harry Whitaker později během 70. let popularizoval neurolingvistiku ve Spojených státech založením časopisu Brain and Language (1974) a sborníku The Handbook of Neuroscience of Language, který vyšel v pozdějších letech v několika aktualizovaných edicích.
Přestože afaziologie stála v základech neurolingvistiky, v poslední době se obor značně rozrostl díky vzniku nových neurozobrazovacích metod (např. PET a fMRI) nebo elektrofyziologických metod s vysokým časovým rozlišením (např. EEG a MEG). Tyto metody jsou schopny zaznamenat aktivaci mozku při různých lingvistických úkonech a procesech. 

## Aplikace
Většina studií v neurolingvistice testuje a hodnotí stávající psycholingvistické a lingvistické modely jazykového zpracování a reprezentace. Díky výsledkům výzkumné práce v neurolingvistice lze formulovat nové predikce o struktuře a organizaci řeči na základě poznatků z fyziologie a anatomie mozku. Výzkum v neurolingvistice probíhá ve všech oblastech lingvistiky (fonetika, fonologie, lexikologie, morfologie, syntax a sémantika.
Výzkumné otázky které si neurolingvistika v rámci těchto oblastí pokládá:
- fonetika: Jak mozek extrahuje jazyk z akustického signálu s ohledem na okolní rušící zvukové signály?

- fonologie: Jak je fonologický systém konkrétního jazyka reprezentován v mozku?

- morfologie a lexikologie: Jak mozek ukládá a zpracovává slova?

- syntax: Jak mozek kombinuje slova do frází a vět a jak je strukturální a sémantická informace využívána k porozumění těchto vět?

## Témata
Neurolingvistika se zabývá jednak lokalizací různých jazykových procesů v mozku. Dále ji zajímá časový sled těchto procesů, jejich akvizice či osvojování a konečně se zabývá také neurofyziologií jazykových patologií.

### Lokalizace
Neurolingvistika zkoumá lokalizaci specifických jazykových "modulů". Neurolingvistický výzkum se například pokouší zmapovat jednotlivé oblasti a spoje v mozku s ohledem na jejich funkce. Při lokalizaci se využívá především neurozobrazovacích metod s vysokým prostorovým rozlišením, jako je fMRI nebo PET. Jednou z otázek je, zda se určité oblasti skutečně specializují na dané jazykové procesy, případně jestli a jakým způsobem se vybrané části mozku při zpracování řeči interagují. Vzrůstá také zájem o interakci těchto procesů v mozku při učené se cizím jazykům, nebo v případě bilingvních jedinců.

### Časový sled
při studiu časového sledu jazykových procesů se využívá především elektrofyziologických technologií se schopností vysokého temporálního rozlišení jako je EEG nebo MEG. Tyto techniky jsou schopny s vysokou elektrofyziologickou aktivaci mozku probíhající při zpracování souvislého jazykového vstupu. Bezprostřední reakce na jazykový stimulus lze měřit pomocí ERP (event-related potentials).

### Jazyková akvizice
Neurolingvistika se pokouší propojit jednotlivé fáze osvojování jazyka s vývojovými fázemi mozku (např., neurogeneze, pruning). Dalším tématem je osvojování cizího jazyka a změny ke kterým na základě osvojování cizího jazyka ve strukturách mozku dochází díky tzv. neuroplasticitě.

### Jazykové patologie
Neurolingvistický výzkum studuje take jazykové patologie a to, jaký způsobem se tyto patologie vztahují k abnormálně fungujícím mozkovým oblastem. Poruchy, kterými se neurolingvistika zabývá jsou například:
- afázie, vady řeči způsobené cévní mozkovou příhodou, nádorem či jiným traumatem mozku
- vývojové poruchy jako dyslexie (neschopnost naučit se číst) a dysgrafie (potíže s psaním)
- neurodegenerativní onemocnění (např. primární progresivní afázie, Alzheimerova choroba, Parkinsonova choroba)
- poruchy řeči způsobené poškozením sluchu či mluvidel; pokud není sluchový analyzátor dostatečně vyvinut, následkem bývá nedoslýchavost nebo hluchota zpomalující rozvoj řeči
- vady výslovnosti; dyslálie (patlavost, nesprávná výslovnost hlásek, v češtině se jedná především o chybnou výslovnost hlásky ř), rinolálie (tj. huhňavost, nosová výslovnost hlásek) či koktavost
- poruchy řeči jako echolálie (ozvěnovité opakování) nebo perseverace (tvrdošíjné opakování po sobě samém) způsobené duševními nemocemi
- vady řeči typu makrofonie (nadměrně silný hlas) způsobené nervovými onemocněními

## Metody
Současné technologie přináší významný zdroj poznatků, které napomáhají pochopení anatomické organizace lingvistických funkcí. Technologie využívané v neurolingvistice lze rozdělit na elektrofyziologické (EEG, MEG), hemodynamické (fMRI, PET) a stimulační (TMS). 

### Elektrofyziologické metody

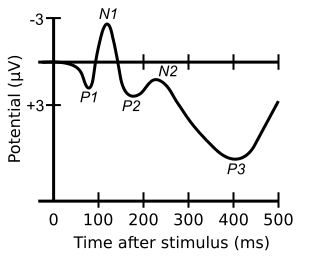
An event-related potential (N400)

EEG (elektroencefalogram) a ERP (event-related potentials) měří elektrickou aktivitu mozku pomocí elektrod připevněných k povrchu hlavy. Pomocí ERP lze měřit změny napětí v mozku asociované s prezentovaným stimulem (odtud event-related). Výběžky napětí u ERP jsou pojmenovány podle elektrické polarity (positivní-P a negativní-N) a latence se měří v milisekundách po prezentaci stimulu. Komponent N400 představuje nejčastěji studovaný negativní výběžek napětí, který lze pozorovat cca 400 po sémanticky inkongruentních stimulech. Dalším typickým komponentem je P600 asociovaný s mozkovou aktivitou reagující na porušení gramatických či jiných jazykových pravidel.
MEG (magnetoencefalogram) měří magnetické pole indukované elektrickou aktivitou mozku. Oproti EEG a ERP dokáže tato metoda lépe lokalizovat zdroj magnetického pole, nicméně díky tekutému héliu, které MEG k zachycení magnetického pole využívá, je tato metoda finančně velmi nákladná.

### Hemodynamické metody

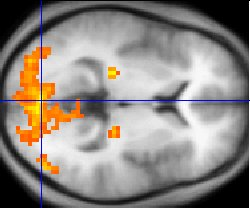
Zobrazení mozkové aktivity s využitím fMRI.

PET (positron emission tomography) je metoda, která zachycuje mozkovou aktivitu na základě snímání hladiny glukózy. Glukóza je metabolické palivo, které mozek využívá ke své aktivitě. Radioaktivními látkami upravená glukóza je injekčně vpravena do krve a speciální detektory připevněné k hlavě měří množství právě spotřebovávané glukózy, což lze asociovat s mozkovou aktivitou. Části spotřebovávající v dané chvíli největší množství glukózy jsou nejvíce aktivní.
fMRI (funkční magnetická resonance) je zřejmě nejdůležitějším zdrojem současných poznatků v neurolingvistice. Tato metoda měří hladinu molekul hemoglobinu v krvi, a na základě těchto hodnot vyhodnocuje oblasti mozku, které v daném časovém úseku spotřebovávají nejvíce krve a v ní obsaženého kyslíku. Tato metoda dokáže přesně lokalizovat aktivitu mozku v určitém časovém úseku. fMRI poskytuje v porovnání s PET výrazně lepší lokalizaci aktivace (s přesností 1 mm). Temporální rozlišení fMRI (1-5 s) ale stále zaostává za neurofyziologickými metodami.

### Stimulační metody

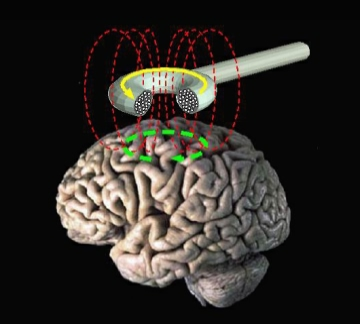
Transkraniální magnetická stimulace.

Další technologií využívanou v neurolingvistickém výzkumu je TMS (transkraniální magnetická stimulace). Tato metoda nezobrazuje mozkovou aktivitu, ale naopak transkraniální stimulace dokáže tuto aktivitu přímo ovlivnit (excitovat či inhibovat). Magnetické pole generované s pomocí dvojice magnetických cívek umístěných v určité oblasti hlavy dokáže skrze lebku stimulovat mozkovou kůru a experimentátor zaznamenává behaviorální reakce participanta na určité lingvistické podněty či úkoly. Zatímco s pomocí nižších frekvencí lze cílené mozkové centra inhibovat a způsobit zhoršený výkon při lingvistických úkonech, stimulace o vyšších frekvencích naopak vybrané oblasti mozku excitují a jazykový výkon jsou tak schopny zlepšit. Tuto metodu lze rovněž využít při terapii jazykových patologií.